# Évêché titulaire de Lacédémone
Le diocèse de Lacédémone (Lacedaemoniensis) est un ancien siège et depuis le XVe siècle un siège titulaire de l'Église catholique romaine. Il tient son origine d'un ancien évêché de la ville antique éponyme, devenue de nos jours la ville de Sparte en Laconie (Grèce).
Le diocèse est créé au milieu du Ve siècle et il est devenu une métropole (en) vers 1082/1083. Le siège est vacant depuis 1967.

## Liste des évêques de Lacédémone
Cette liste recense le nom des évêques titulaires qui se sont succédé sur le siège titulaire. 

### Évêques grecs
- Théodore/Theodosios (ca. 681)
- Jean I (after 843)[3] ;
- Pithanos / Pothinos[3] ;
- Irenaeus[3] ;
- Basile[3] ;
- Saint Théoclite de Sparte (Theokletos, † 870)[3] ;
- Antony (ca. 879–880)[4] ;
- Basileus (ca. 900)[4] ;
- Nikephoros[5] ;
- Eustathios[5] ;
- Leontios[5] ;
- Jean II[5] ;
- Theodoretos (ca. 960/970)[5] ;
- Theopemptos d'Athènes (ca. 998)[4] ;
- Théodore/Theodosios II[5] ;
- Luc[5] ;
- Jean III[5] ;
- Théodore/Theodosios III (ca. 1082/83, premier métropolitain)[5] ;
- Michel[5] ;
- Soterichos[5] ;
- Basile[5] ;
- Jean IV[5] ;
- Jean V le moine[5] ;
- Niketas (ca. 1166)[5] ;
- Jean VI (ca. 1173–77)[6] ;
- Niketas (ca. 1200)[7] ;

### Évêques latins
- v. 1217 W. † ;
- 1249 — † 1257 : Guillaume de Faversham, O.F.M.  ;
- v. 1263 : Jean ;
- 1263 — † 1268 : Foulques/Folco ;
- … — 1278 : Aimon/Aymon, puis transféré à Coron ;
- Théodore/Theodosios IV (ca. 1272)[6] ;
- … — 1281 : Pierre (O.Cist.), transféré à Segni (1281–1285) ;
- v. 1285 : Nicolas/Niccolò, transféré à Oléna ;
- v. 1285[7] ou 1299 : Jean VII, O.F.M. ;
- Nikephoros Moschopoulos (1289 – at least 1315/6)[7] ;
- Gregory Boutas (ca. 1324)[8] ;

## Évêquesin partibus
Le siège est depuis 1460 une titulature de l'Église catholique (les abréviations renvoient à l'ordre d'appartenance) :
- Jacques Polonus, O.P. (1491 - )
- Thomas Wolf, O.F.M. (5 juillet 1508 - )
- Piotr Lubart (9 janvier 1514 - † 21 décembre 1530)
- Mikolaj Brolinski (30 août 1532 - † 3 mai 1546)
- Jacques Brolinski (8 octobre 1546 - )
- Stanislaw Bosovius (20 mai 1585 - † 1604)
- Stanislaw Starczewski (22 septembre 1614 - † 1643)
- Wojciech Tolibowski (pl) (2 mai 1644 - 2 août 1655)
- Zygmunt Czyżowski (pl) (25 octobre 1655 - 1 septembre 1664)
- Stanisław Całowański (pl) (6 octobre 1664 - † 2 octobre 1691)
- Bonaventura d'Avalos, O.S.A. (20 avril 1671 - † 15 mars 1675)
- Johann Brunetti (de) (5 octobre 1693 - † 28 mars 1703)
- Pedro Francisco Levanto Vivaldo (4 juin 1703 - 8 juillet 1715)
- João Cardoso Castelo (5 décembre 1718 - † 19 décembre 1740)
- Valeriao da Costa e Gouveia (19 décembre 1740 - )
- José Dantas Barbosa (11 mars 1743 - † 13 Jul 1770)
- Antonio Bonifacio Coelho (6 août 1770 - † 20 juin 1780)
- Antonio Cayetano Maciel Calheiros (18 septembre 1780 - † 1819)
- Antonio José Ferreira de Sousa (3 mai 1824 - † 1833)
- Tito Trocchi (en) (9 décembre 1915 Appointed - † 12 février 1947 Died)
- Antônio Julio Maria Mattioli (de), O.S.M. (10 janvier 1948 - † 13 avril 1962)
- José de Jesús Garcia Ayala (en) (21 mai 1963 - 27 avril 1967)